# 1916 Boreas
1916 Boreas је Амор астероид чија средња удаљеност од Сунца износи 2,273 астрономских јединица (АЈ).
Апсолутна магнитуда астероида је 14,93.